# Festival interceltique de Lorient 2015
La 45e édition du Festival interceltique de Lorient, qui se déroule du 7 au 16 août 2015, est un festival réunissant plusieurs nations celtes. Les Cornouailles et l'île de Man sont les nations invitées, c'est alors la premières fois que deux nations occupent conjointement l'affiche du FIL.
Les têtes d'affiches de cette édition sont Charlie Winston et Simple Minds, ou encore des artistes comme Denez Prigent, Carlos Núñez, ou le Bagad Melinerion. Au total un peu plus de 4 329 artistes participent à cette édition. La fréquentation enregistrée monte alors à 750 000 festivaliers, soit l'une des plus importantes de l'histoire du festival.
L'association qui porte le festival doit organiser cette édition dans un contexte de réduction des coûts, les éditions précédentes ayant causé l'accumulation d'un important passif. Le bilan final fait ressortir un bénéfice de 154 000 € pour cette édition.

## Préparation

### Pays Invité
L'annonce du pays invité pour l'édition 2015 a lieu le 7 août 2014, dans les derniers jours de l'édition précédente. Pour la première fois dans l'histoire du festival, deux nations celtes sont alors réunies pour animer conjointement l'évènement : l'île de Man et la Cornouailles.
Un visuel centrée autour de la symbolique de l'épée est dévoilé le 20 janvier 2015. Il est créé par l'entreprise lorientaise Orignal communication. Le visuel renvoi à la fois à la légende arthurienne, dont la Cornouailles est l'une des foyers, et dont l'épée magique Excalibur est un des éléments centraux, mais aussi à la mythologie celtique, l'épée Fragarach (en) étant l'arme du roi légendaire Manannán mac Lir, qui aurait donné son nom à l'île de Man. Le visuel reprend aussi le code couleur des pays invités, le blanc et le noir pour la Cornouailles, le rouge et le blanc pour l'île de Man. Le thème choisit pour cette édition « promontoires en mers celtiques » est lui suggéré par des vagues en fond. Le festival indique par la même occasion basculer son site internet en .bzh.

### Programmation

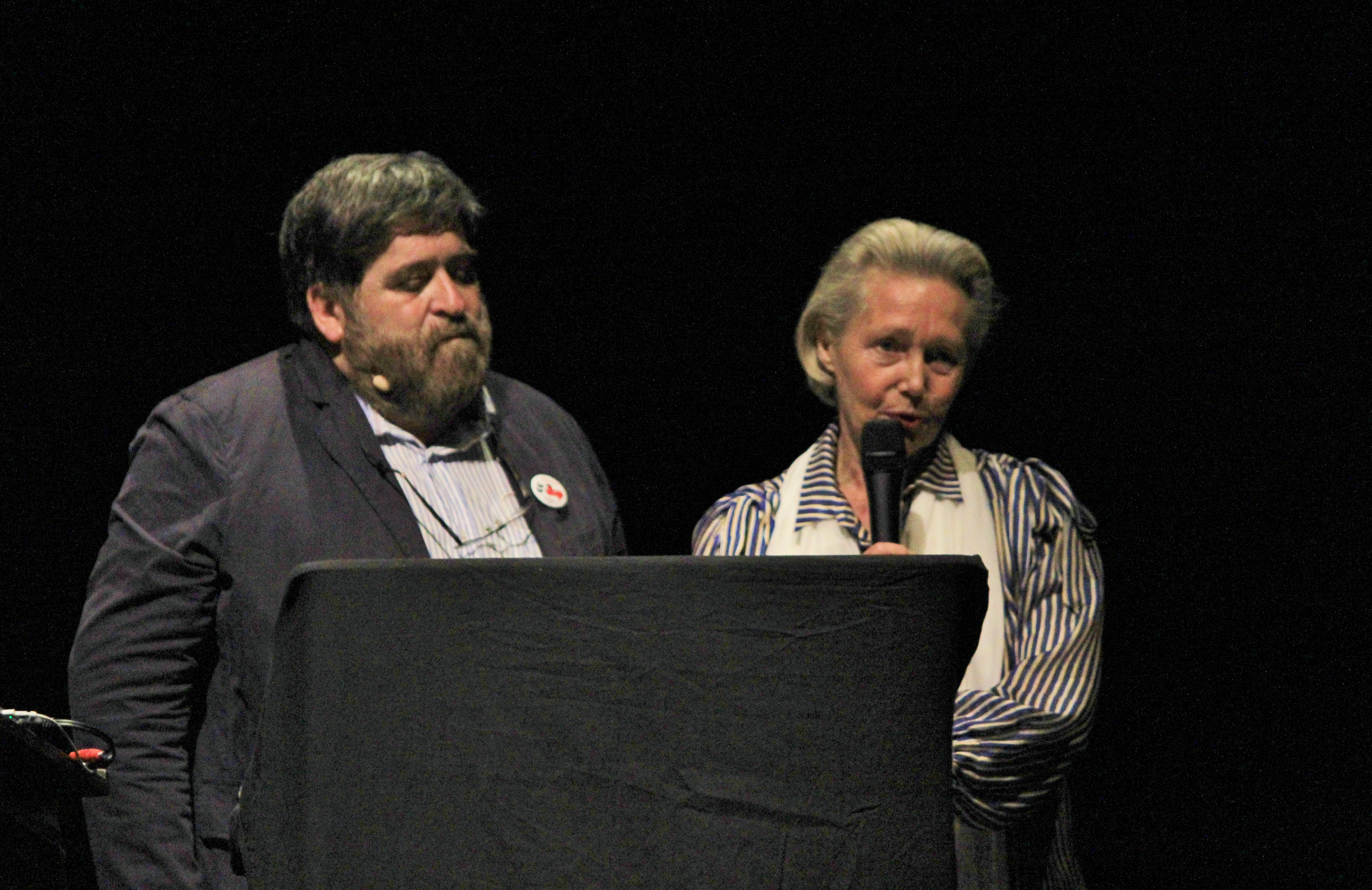
Lisardo Lombardía et Constance de Polignac lors de la soirée d'annonce de la programmation 2015.

La programmation est dévoilée par Lisardo Lombardía le 16 avril 2015 lors d'une conférence de presse au grand théâtre de Lorient. Des têtes d'affiches comme Charlie Winston, Simple Minds, Denez Prigent, Carlos Núñez, ou encore le Bagad Melinerion, vainqueur cette année-là de l'émission La France a un incroyable talent sont alors mis en avant par l'organisation,. Un peu plus de 200 concerts et animations sont alors annoncés. 
Si le directeur du festival Lisardo Lombardía déclare alors avoir « réussi une programmation riche et variée ». France 3 Bretagne parle alors d'une édition avec « quelques grands noms », retenant surtout les changements de sites et la baisse du budget annoncée. Ouest-France retient lui la présence de Charlie Winston et de Simple Minds, et une affiche complétée avec « des habitués du festival ».
Au total, 4 329 artistes participent à cette édition, dont environ 3 600 viennent de Bretagne, et 700 de l'étranger. Si 60 % des animations proposées lors de cette édition sont gratuites, la grille tarifaire des concerts payants s'échelonne de 5 € à 39 €. Pour la première fois un partenariat est mis en place avec le festival Polignac.

### Données financières
Le festival est tributaire d'un passif cumulé de près de 580 000 €. Celui-ci est hérité en partie des éditions 2011 (85 000 €) et 2012 (un peu plus de 230 000 €). Un plan d'économie est mis en place dès l'édition 2013, et permet de rembourser une partie du passif (39 000 €), mais alors que l'édition 2014 doit elle aussi permettre d'épurer les comptes, ceux-ci ressortent négatifs de plus de 200 000 €. Un « plan drastique de résorption de ce déficit » est alors annoncé par le président Guy Gestin lors de l'assemblée générale du 5 juin 2015, qui vise sur cinq ans à résorber ce déficit. Toutes les dépenses hors artistiques sont annoncées en baisse, et l'édition 2015 est bâtie sur un budget de 5,1 millions d'euros
L'administration du festival, située auparavant au centre commercial Nayel, et invitée par la municipalité début 2015, annonce son déménagement au sein du stade du Moustoir à partir de novembre 2015.

## Déroulé

### Site et infrastructures
Le port de pêche de Keroman est délaissé, et n'accueille plus que le départ de la Grande parade. Cette dernière conserve son tracé, mais inverse son parcours pour s'achever au stade du Moustoir. Celui-ci continue d'accueillir les épreuves du championnat national des bagadoù ainsi que les Nuits Magiques, mais en raison d'un problème de calendrier avec le FC Lorient, aucun concert n'y est programmé en fin de festival, contrairement à l'année précédente. Le terrain annexe du Moustoir, alors renommé « Breizh Stade », est alors utilisé pour la première fois pour y accueillir des activités. Cette évolution se fait de concert avec l'espace de restauration, le village celte, qui cherche à développer de nouvelles sources de recettes. Si la taille de ce dernier est conservé (1 500 m2) le nombre de places assises couvertes passe lui de 1 200 à 1 500, et ses horaires d'ouverte sont élargies.
Pour la première fois est proposé un système de paiement dématérialisé sous la forme de carte magnétique à recharger, la « CeltiCash ».
Des évènements sont aussi organisés dans d'autres villes de la communauté d'agglomération Lorient Agglomération. Lanester accueille comme lors des éditions précédentes des concerts lors d'une « soirée interceltique ». La ville de Port-Louis reçoit elle pour la seconde fois deux pipe bands pour diverses prestations en journée, et Guidel plages accueille elle en soirée en pipe-band. Plusieurs établissements d'hébergement pour personnes âgées dépendantes de Lorient Agglomération accueillent aussi ponctuellement des groupes tout au long du festival.

Quelques sites utilisés
Esplanade du Grand Théâtre.
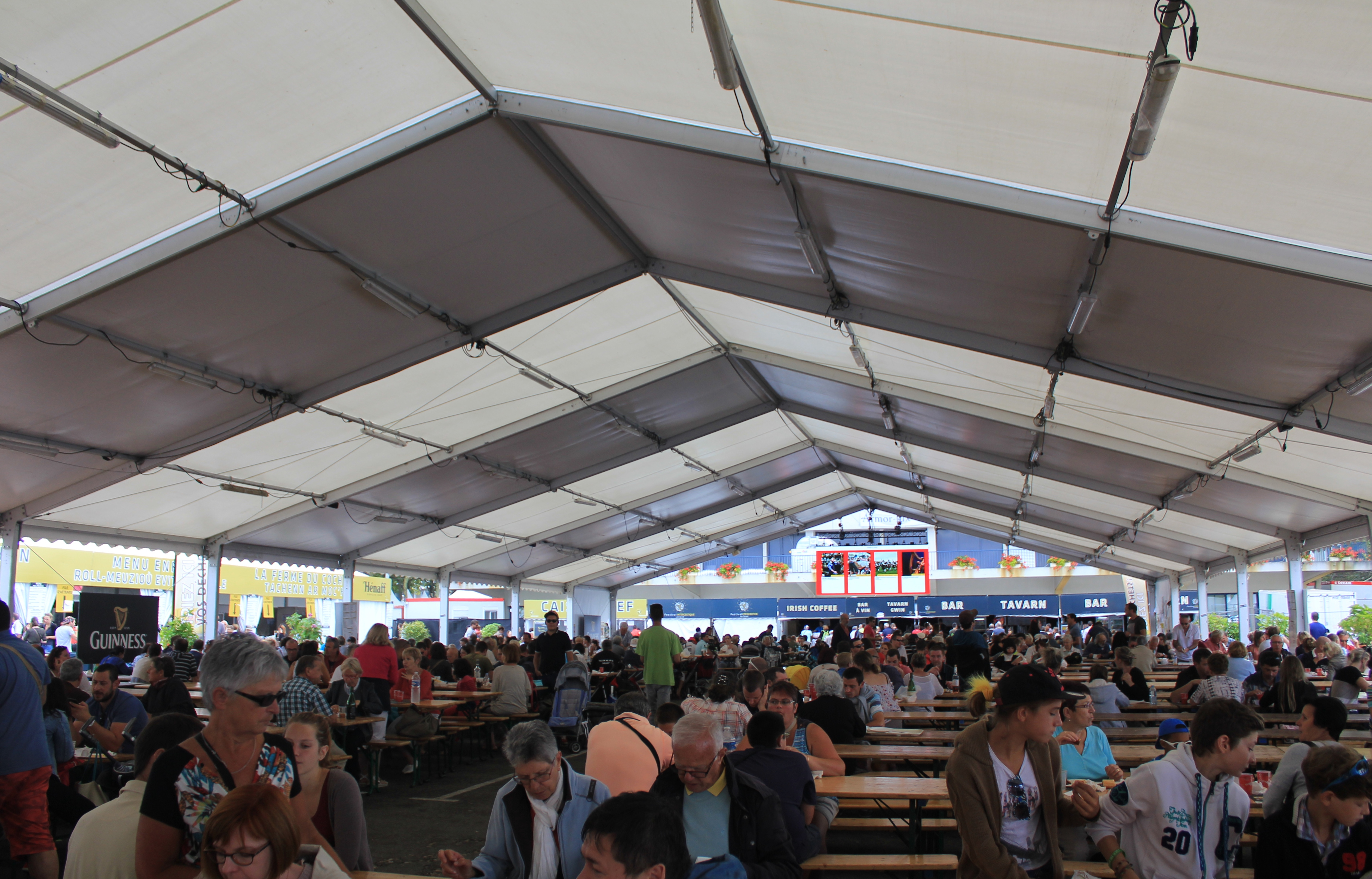
Le village celte est reconfiguré.
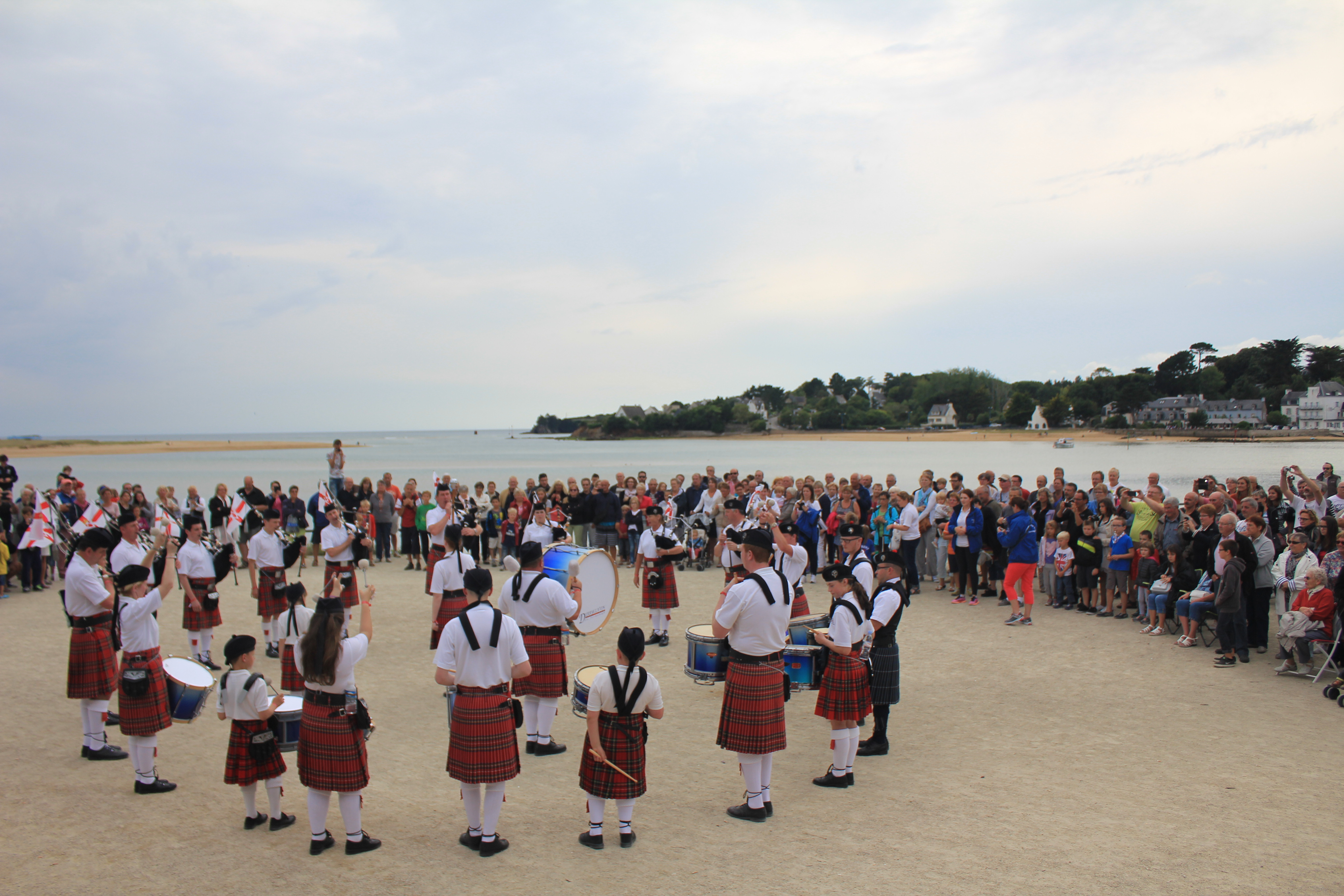
Pipe band à Guidel.
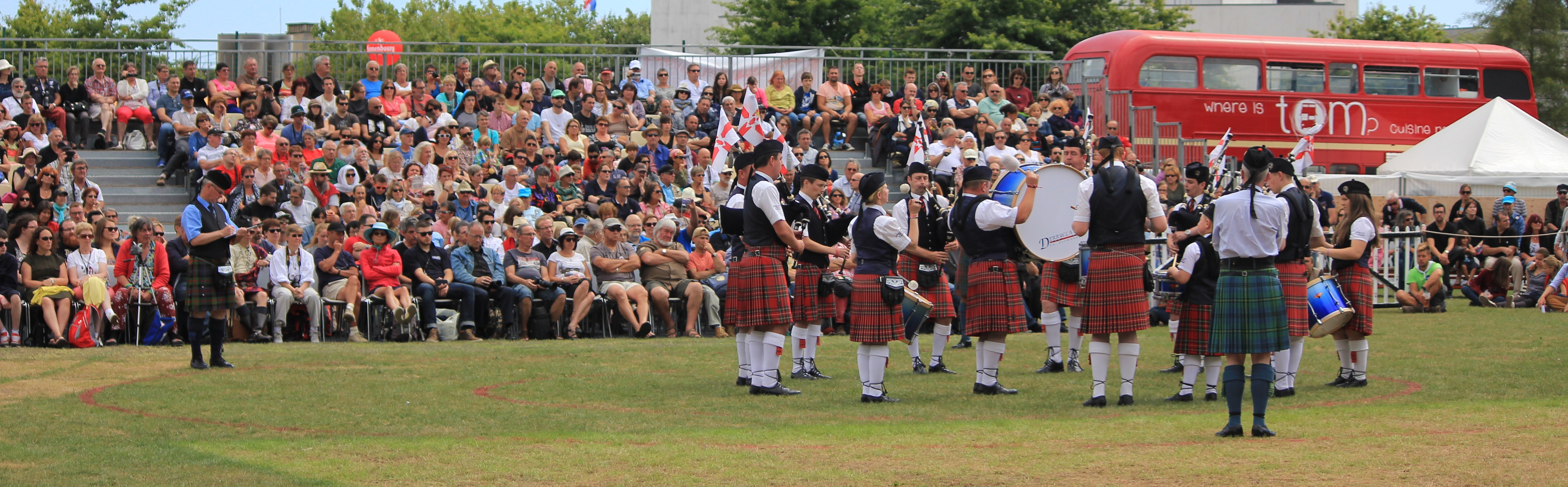
Compétition au Breizh Stade.

### Concerts
Parmi les artistes présents, on compte notamment Simple Minds, Charlie Winston, Denez Prigent (Ul liorzh vurzhudus - Un jardin magique), Carlos Núñez avec l’Orchestre symphonique de Bretagne et le Bagad Sonerien An Oriant, Zachary Richard, The Celtic Social Club avec Winston McAnuff et Fixi, Yann-Fañch Kemener, Solas, Sharon Shannon, Danú, Fred Morrison avec Patrick Molard, Kíla, Ronan Le Bars, Plantec, Erwan Hamon, Djiboudjep, Nolwenn Arzel, le Hamon Martin Quintet, Alain Pennec, Les Marins d'Iroise, Frédéric Guichen avec Sylvain Barou et Erwan ar Moal.

### Concours

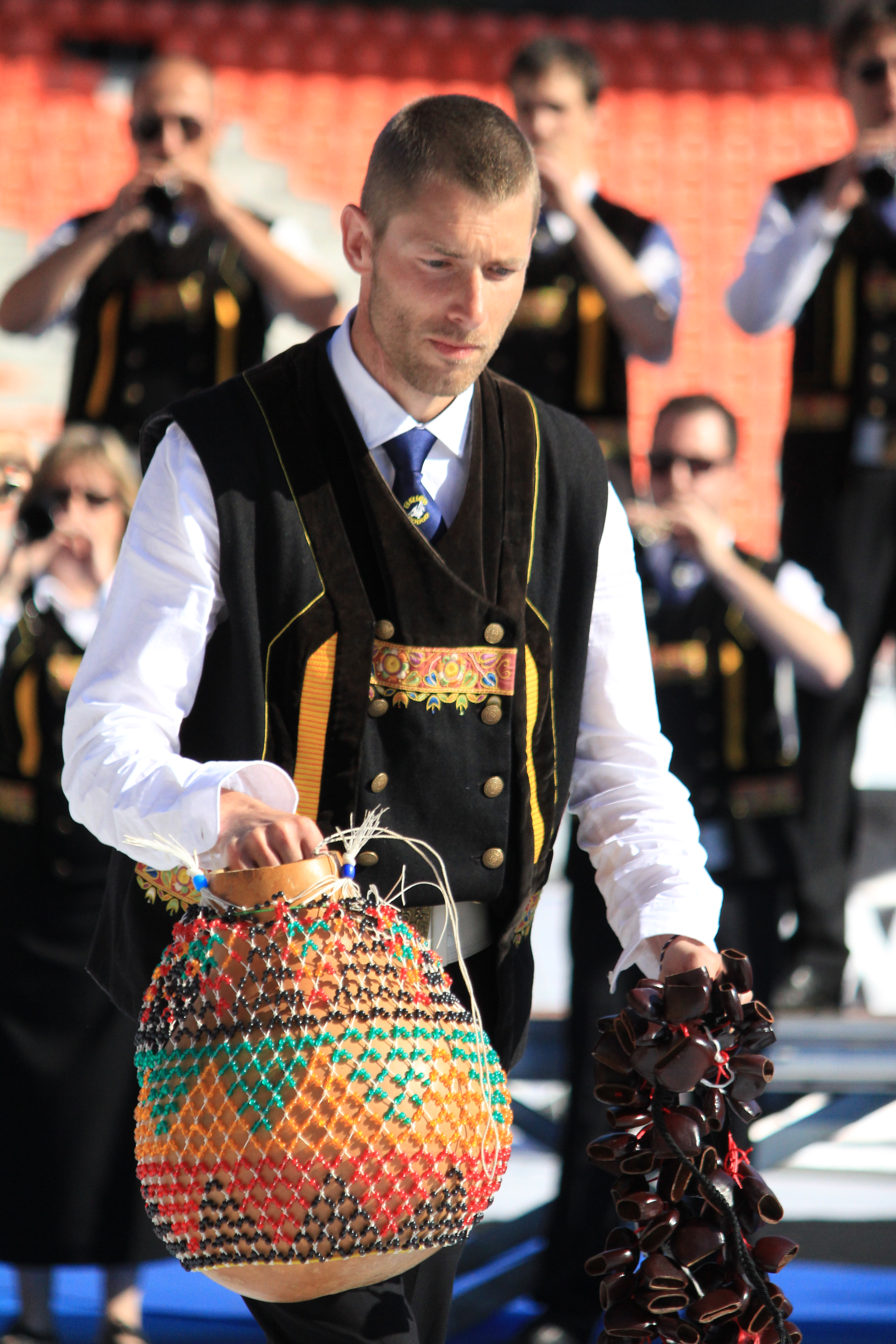
Championnat national des bagadoù, 1ère catégorie.

Le Trophée MacCrimmon pour soliste de great Highland bagpipe est remporté par Andrew Wilson.
Le Trophée MacCrimmon pour soliste de gaïta est remporté par l'Asturien Álvaro Álvarez Fernández.
Le Concours International de Pibroc’h est remporté par Fred Morrison.
Le Trophée Matilin an Dall pour couple de sonneurs est remporté par Goulven Hénaff et Alexis Meunier.
Le Trophée International Greatness de pipe band est remporté par le GPS Bretagne Pipe Band.
Le Trophée International Greatness de batteries est remporté par El Trasno de Coaña.
Le Trophée de musique celtique Loïc Raison pour les nouveaux talents est remporté par le groupe manxois Barrule (en).
Le concours Kitchen Music est remporté par Andy Wilson.
Le Trophée Botuha (pour les sonneurs de moins de 20 ans) est remporté par Guillaume Le Bouc’h.
Le concours d'accordéon est remporté par Damien Tatard.
Le Trophée de harpe Camac est remporté par Elinor Evans.

### Couverture médiatique

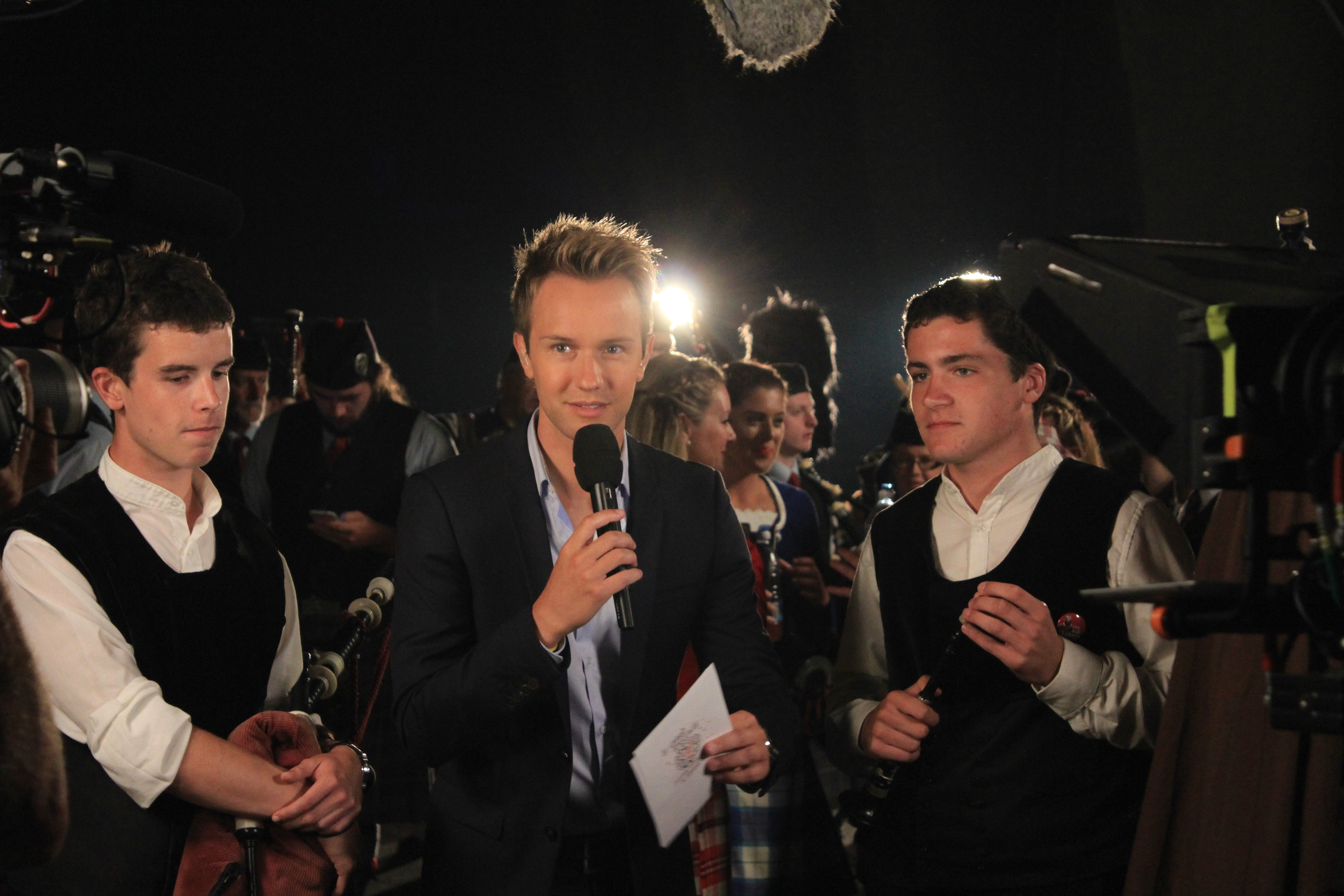
Cyril Féraud présente les Nuits Magiques pour la première fois.

Le festival fait l'objet d'une « couverture élargie » par la chaîne de télévision France 3 pendant la durée de l'événement, ainsi que lors de la semaine suivante. La finale du championnat national des bagadoù fait l'objet d'une captation et d'une diffusion en direct sur le site internet de la chaine, tout comme la Grande Parade lors du premier dimanche du festival. La chaine diffuse aussi dans sa grille de programme un reportage sur les coulisses de la grande parade, ainsi qu'un montage de plusieurs soirées de « la nuit magique » présenté par Cyril Féraud. La diffusion en  prime time de « la nuit magique » attire 3 200 000 téléspectateurs

## Bilans

### Fréquentation
Les organisateurs du festival communiquent le chiffre de 750 000 festivaliers présents lors de l'édition 2015, très proche de l'édition record de 2010, et 51 500 badges de soutien vendus. La chambre régionale des comptes indique en 2017 que 85 463 places ont été vendues cette année-là, dont 14 996 gratuitement, au titre de contrepartie pour les bénévoles, les partenaires, ou les mécènes. Une étude complémentaire de Flux Vision basée sur les données du réseau mobile d'Orange fait lui ressortir un total de 940 000 personnes présentes dans le périmètre du festival du 7 au 16 août 2015, dont 490 000 « visiteurs extérieurs additionnels ». Ceux-ci sont à 15 % étrangers, et le premier dimanche du festival enregistre un pic de fréquentation de 139 000 personnes,.
Dans le détail, cinq concerts se sont joués à guichets fermés (Carlos Núñez, bagad de Vannes, Simple Minds, première des cinq « Nuits Magiques »...) et neuf concerts ont enregistré des taux de remplissage supérieurs à 75 %. L'Espace Marine connait lui une progression de 30 % de ses ventes de billets comparé à l'édition précédente.

### Sécurité
Une dispositif comparable à ceux de l'édition précédente est mis en place. Les fonctionnaires de police locaux sont renforcés d'une soixantaine de CRS venant de Rennes lors de la première moitié de l'évènement, puis sont relevés par des gendarmes mobiles. Les effectifs totaux varient ainsi entre 100 et 130 fonctionnaires. Le périmètre couvert est similaire à celui de l'édition passée, mais la gare routière temporaire fait l'objet d'un traitement particulier en raison d'un accident grave en 2014.
Les difficultés se sont concentrées sur la dernière partie de soirée, avec des regroupements de personnes alcoolisées, notamment et pour la première fois sur le parvis de la mairie, face au grand théâtre. Une fermeture du festival avancée à 2 heures de matin a aussi été testée plusieurs jours de la semaine, et est généralisée lors de l'édition suivante.

### Données économiques
Le bilan comptable de l'édition 2015 est annoncé lors de l'assemblée générale du 28 mai 2016 au centre culturel d'Amzer Nevez à Ploemeur. Le festival enregistre un bénéfice de 154 000 €, permettant de commencer à rembourser le passif accumulé depuis les éditions 2012 et 2014. Au total le festival enregistre 5,7 millions d'euros de revenus, issus principalement de subventions (1,525 million d'euros), de produits de la billetterie (1,347 million d'euros), et des ventes en bars et restauration (1,120 million d'euros).
60 % des dépenses du festival, environ 3 millions d'€, concernent des entreprises situées en Bretagne.

## Discographie
Dès le printemps paraît une compilation contenant des titres des principaux artistes invités au festival :
- 2015 : 45ème festival interceltique de Lorient - Année de la Cornouailles et de l'Ile de Man (Keltia)| No  | Titre                                                                 | Durée |
| --- | --------------------------------------------------------------------- | ----- |
| 1.  | The Celtic Social Club - Celtic Social Club                           |       |
| 2.  | Barrule - The Wheel Of Fire                                           |       |
| 3.  | Denez Prigent - Krediñ 'Raen - I Believed                             |       |
| 4.  | Vishtèn - La Fougue des fées                                          |       |
| 5.  | Carlos Núñez - Reel                                                   |       |
| 6.  | Bagad de Vannes - War roak melinerion                                 |       |
| 7.  | Charlie Winston - Lately                                              |       |
| 8.  | Simple Minds - Blindfolded                                            |       |
| 9.  | Zachary Richard - Laisse le vent souffler                             |       |
| 10. | Kíla - Suas Sios                                                      |       |
| 11. | Shooglenifty - Samhla Reel Scolpaig                                   |       |
| 12. | Calan - Tale of Two Dragons                                           |       |
| 13. | Radio Cos - Ven bailar Carmiña                                        |       |
| 14. | Aon Teanga : Un Chengey - An Cheallachín, Y Thalhear Agus An Sgiobair |       |
| 15. | Cerezal - Cereces                                                     |       |
| 16. | The Changing Room - Hal An Tow                                        |       |
| 17. | Les Marins d'Iroise - Les filles de Lorient                           |       |

## Sources